# 直球表題ロボットアニメ
『直球表題ロボットアニメ』（ちょっきゅうひょうだいロボットアニメ、STRAIGHT TITLE ROBOT ANIME）は、2013年2月から4月まで放送された日本のテレビアニメ作品。

## 概要
全編を3DCGソフトウェア『MikuMikuDance』（MMD）を使って製作される15分枠の短編CGアニメーション。3体のロボット娘がシュールに討論していく。
流れとしては、監督の石舘光太郎が携わった『gdgd妖精s』のような「脚本によるトークパート」、「映像を中心にしたパート」、「声優がその場で出されたお題に対してアドリブで感想を入れる大喜利パート」（本作では声優がモノボケを実践する）という3パートで構成されている。音声収録に関しても同様にプレスコで、モノボケパートはボケについて事前打ち合わせ+スケッチブックに各人が描いたイラストを使ってのアドリブ方式となっている。
なお、製作スタッフはニコニコ動画などでMMDによる作品を投稿している「MMD職人」（MMDer）と呼ばれる者達が多く関わっており、番組で実際に使われたMMDのオブジェクトデータやBGMも公式サイトにて配布されている。
石館によると、作品はCGにより短期間で映像が作成できることを生かしプレスコという形をとり、内容自体も状況に応じて差し替えたり修正をしている。また、モノボケパートについては、現実の時間では15分程度の長さの音声から3分程度に再編集を行い、使われる音声自体も、実際には編集によって別の部分から貼り付けられた部分もあり、間の調整など多くの編集が行われているため、生放送ではうまくいかないだろうと考えている。12話の話の畳み方などについても、本当に最初から考えて作りこまれたものではなく、既に作成の完了した回などからもセリフを引き、狙っていたかのように見えるような演出が含まれ、セリフの再利用などはそのセリフ、表現の意味を創出する為の保険の意味もあるという発言をしている。

## ストーリー
機動世紀8013年。人類の滅亡から既に70世紀以上経過した世界はかつて人類が残した軍事用ロボットが独自の進化を遂げていた。ロボット達はヨーロッパを制圧した「リベリオン連邦」とアジアを拠点にする「シン公国」の二手に別れ、いつ終わるともわからない戦いを繰り広げていた。そんな中、3体の非戦闘用ロボットはかつて人間が持っていたといわれる感情、「笑い」こそが戦いを終わらせ、世界を平和に導くと考え、これについての調査を開始した。

## 登場キャラクター
名前は、日本ロボット学会の歴代会長の苗字と同じものが使われている。
フジイ
声 - 西明日香
家庭用メイドロボット。型番「VESTA-f10」。その用途から3体の中では最も外観、音声は人間に近く、人当たりのいい優しい性格を持つ。
しかし人類が既に滅亡していることもあり、実際にメイドをしたことはない。また、味覚センサーは付いていないが、ロボットのメイド学校で料理はマスターしているらしい。ロボットなのだが、悪戯好きの主人向けの仕様で製作されているため、メガネをかけており、それが外れるとメインカメラのピントが外れるようにプログラムされている。
カトウ
声 - 荒川美穂
国立図書館の司書ロボット。図書館ライブラリのデータを整理することが役割である。型番「JUNO-d4」。フジイと同じく人型だが、目の部分がバイザーで覆われ、金属質のロボット然とした外観となっている。他のロボットへ触れることで自身の持つ資料用データを共有させることができる。音声にはフジイよりも強くエフェクトがかけられ、無機的な話し方をする。
司書ロボットであることから各種笑いに関する資料を集めてくるのは彼女の役割である一方で、発想はやや柔軟性を欠く。その活動場所が主に屋内であることから、耐久性や防水といった、環境変化に対応する設計になっていない。
モリ
声 - 大久保瑠美
工業用ロボット。型番「VENUS-s27」。外観は3体の中で最もロボット然とした無機的なものになっており、単語を基準とした話し方をする。ただし、必要であればスムーズな発音や発言を行うこともでき、ギャグやリアクションを披露する際に活用しており、特に人間の女性の乳房に話題が移行した場合は（ロボットにもかかわらず）感情的になり、発音もスムーズになる。頭部前面パーツに顔文字を表示することで、通常時の音声コミュニケーション能力を補う。そのコミュニケーション能力に反し、軍事技術を応用された最新型で、3体の中では最も高い性能を誇り、直立時は浮遊している。ボディパーツをさまざまなパーツに付け替えることができる他、フジイやカトウの身体を張った渾身のギャグで機体が故障した際には修理を担当している。
ナレーション
声 - 平田広明
笑いについて真面目に検証しているロボットたちが発する事象に対するツッコミ役。作中の表現に対する解説や、フォローも担う他、次回予告のナレーションも担当（次回予告については言い切れずに途中で途切れる形をとっているが、ディスクメディア版では完全収録される）。
上記3体は真面目に議論を行うため、視聴者目線での突っ込み役が必要となった。そのようなアニメが他にあるかと考えられた際に『ちびまる子ちゃん』が浮かび、「いい声で『後半に続く』って言ってもらいたい」という理由から平田がキャスティングされた。
ハナブサ
声 - 平田広明
第12話で3体がオチについて研究し、落ちに対するフリを各々がやっている際、モリの番の時にナレーターの姿として突如登場したロボット。
当初のアイディアでは担当声優の過去に出演した作品をモチーフに、色やパーツなど現在のデザインだけではなく、胸部のJOYSOUND以外にも体の数か所に広告を入れる予定で、製作委員会に入っている実際のスポンサー数社に話を持っていったが断られ、実現しなかった。
かつて、感情をロボットにプログラミングする研究を行っていた人間の博士に仕えており、その成果である「笑い」のプログラムをすでに手にしていた個体。
第12話についてで説明の構成の違いにより、地上波放送版とネット配信版とではその扱いが異なり、地上波放送版では実在し「笑い」のプログラムを3体に託して機能停止するが、ネット配信版では、追加された最後のシーンにより、登場シーンがすべてモリのネタの一部となっており、モリの創作という扱いになっている。
ロボットラジオにもロボットネーム「ハナブサ」として、第4回目と第8回目に投稿メッセージがある。
以下はOPやEDのみ登場するロボットで、本編ではシミュレーションルームの映像として登場。
リベリオン連邦
- F-605D エクスキャリバー
- F/A-32402:block40 ラピッドファイア
- F/A-35854:block60 ラピッドクロウ
- GD-05B 厳武改
- F/A-635 グン・グニールII
- A-208alten ツァールロス

シン公国
- MG-X134 デモンカイゼル
- Tg.ia03 イリニアディス
- StG.6A シュツルムゲベ
- StG.6R シュツルムゲベ（隊長）
- Ta.52panzer ヅ・ダンク

## 登場するステージ
荒野
破壊された都市の跡地。最前線から距離があるため平穏な環境。前半パートで3体のロボットたちが笑いについて真面目に討論や実践を行う場所。その際は、それらに関する人物データを参照し、真似することがある。
テレトランサウザンド
中間パートに登場。「世界最大のシミュレーションルーム」を謳う、ドーム状の建物。様々な実験ができる。作中では様々なお笑い要素を現状に投入するとどうなるかをシミュレートし、オープニング映像の改変という形で結果を表示している。シミュレーションは「スバル（昴）!」とコールすることで開始される。掛け声はモリ役の大久保が担当している。
歴史資料館
後半パートに登場。 人類が残した膨大な文化のデータなどを閲覧できる。これらから参照した道具を使って、人間の日常生活がどういう物かを模索する。ただし、各道具の「本来の使い方」については説明がないため、ロボットたちがそれぞれ向き合いながら道具を組み合わせて、その使用意図や感想を話し合う。システムの干渉（アドリブパート）により、笑いを洩らすような動作や、ロボットの音声ではなく人間の笑い声のようなもの（素の声）がロボットのスピーカーからのノイズとして聞こえる時、またはいわゆるキャラクター設定を無視したかのような（中の人の）言動を見せる時などがある。
第12話では、ハナブサの主人（博士）が「笑いプログラム」を研究していた施設だったとされている。

## 製作
プロデューサーの福原慶匡は当初アニメは好きではなかったが、当時シェアハウスメイトだった石舘に「アニメを見ろ」と言われたことからアニメに興味を持った。そして実際に作ってみたいと思い始めたが、アニメの新規参入は難しいことから悩んでいた。しかしニコニコ動画でMMDのプロデュースを行っていたcortと話をしているうちに、「MMDなら制作費を抑えて参入できる」と考え、制作に至る。監督の石舘は福原との日常会話の中でアニメをやることを持ちかけられ、参加。cortも同様に福原に誘われ、「いつの間にか参加していた」と語っている。
- 監督 - 石舘光太郎
- アニメーション監督 - cort
- キャラクターデザイン - KEI
- 音響 - なかのとおる[10]
- 音響効果 - 鈴木潤一朗
- 脚本 - 石舘光太郎、山口正武、高橋聡之
- オープニング映像制作 - ビームマン
- エンディング映像制作 - 三重の人
- MMD制作 - cort、和菜、瓜うり、fuu、Mishika、tommy
- キャラモデリング - しえら、自称動画、ほたるん、kito
- アイテムモデリング - バネ、やまもと、澪姉、すぎや、＠まさたかP
- 次回予告 - ke-sanβ
- 予告イラスト - pikomaro、藤ちょこ
- 本編挿入画 - 鈴木愛
- ロゴデザイン - 原耕造
- WEB担当 - 加藤宗親
- 原案 - 妹尾Pファクトリー
- チーフプロデューサー - 寺井禎浩
- プロデューサー - 福原慶匡
- 制作 - ザルゴザール[11][12]
- 製作 - こういうときどういう顔していいのか分からな委員会

## 主題歌
オープニングテーマ「Break the war」
作詞・作曲・編曲 - 鋼兵 / 歌 - コンフィチュール企画（鋼兵、真緒、プー・ルイ、CHIRO）
ユニットの名前は、フランス語でジャムを示すコンフィチュールとProjectの和訳である企画を組み合わせ、ロボットアニメ作品のテーマ曲に多く関わっているJAM Projectに由来する。
きただにひろしとレコーディングした時の経験から、鋼兵が最初のコーラスなどパロディー元の収録方法などを参考にしている他、曲調なども多くの要素を取り入れている。
当初番組で使われるものは1分30秒で作ったが、15分アニメであるためその放送時間に対する割合や、ニコニコ動画での一挙放送などを考慮して45秒の物となった。
第7話より2コーラス目になり、効果音が追加されている。
エンディングテーマ「自由という理由」
作詞・作曲・編曲・歌 - ZAQ
第7話より使われた、2コーラス目は本編を見た感想を含めて書くように発注され、第12話のみで使われた3コーラス目は、最終話のプロットを渡して合うようなものとして発注され、バラバラに作成されたものである。
OP・EDやキャラクターソングを収録したアルバム『関連曲集ロボットアニメ』（つばさレコーズ）が2013年6月26日に発売された。

## 各話リスト
| 話数                     | サブタイトル                                                                                | 前半討論テーマ   | テレトランサウザンド （改変後タイトル）                                                   | 歴史資料館         | 放送日        |
| ------------------------ | ------------------------------------------------------------------------------------------- | ---------------- | ----------------------------------------------------------------------------------------- | ------------------ | ------------- |
| 第1話                    | ダイイチワ                                                                                  | ボケ             | ローション相撲 （超絶潤滑）                                                               | ホームセンター     | 2013年2月5日  |
| 第2話                    | ダイニワ                                                                                    | ものまね         | あつあつおでん （灼熱御田）                                                               | スーパーマーケット | 2013年2月12日 |
| 第3話                    | ダイサンワ                                                                                  | 一発ギャグ       | ぐるぐるバット （回転打棒）                                                               | 教室               | 2013年2月19日 |
| 第4話                    | ダイヨンワ                                                                                  | リアクション芸   | 大型サーキュレータ （竜巻旋風）                                                           | 病院               | 2013年2月26日 |
| 第5話                    | ダイゴワ                                                                                    | 毒舌             | -                                                                                         | 厨房               | 2013年3月5日  |
| 第6話                    | ダイロクワ                                                                                  | ベタ             | タイキック （泰式蹴尻）                                                                   | スポーツ用品店     | 2013年3月12日 |
| 第7話                    | ダイナナワ                                                                                  | -                | ドヤ顔 （押付表情）                                                                       | 楽器屋 研究所      | 2013年3月19日 |
| 第8話                    | ダイハチワ                                                                                  | あるあるネタ     | 女装 （女装騎兵）                                                                         | 海の家             | 2013年3月26日 |
| 第9話                    | ダイキュウワ                                                                                | ツッコミ         | 効果音 （音響効果）                                                                       | アウトドア用品店   | 2013年4月2日  |
| 第10話                   | ダイジュウワ                                                                                | 上手いことを言う | 駄洒落 （駄洒落祭） 喧嘩をしてると思わせてキスをする （公然接吻） 誰だよお前 （不審人物） | -                  | 2013年4月9日  |
| 第11話                   | ダイジュウイチワ                                                                            | 大喜利           | 今までのお笑い要素をミックス （過去作集）                                                 | 御土産屋           | 2013年4月16日 |
| 第12話                   | サイシュウワ RobotAnime:12.00（地上波放送版） サイシュウワ RobotAnime:12.22（ネット配信版） | 落ち             | 「笑い」プログラム                                                                        | -                  | 2013年4月23日 |
| 第13話 （NOTTVのみ放映） | ダイジュウサンワ （別題：サイシュウワ THE AFTERMATH）                                       | コント           | 葬式 （極楽浄土）                                                                         | おもちゃ屋         | 2013年4月30日 |

テレトランサウザンドで映される改変されたオープニングでは、タイトルロゴにある本来は「直球表題」の部分が上記のように改変される。付記されている英文"STRAIGHT TITLE"（「直球表題」の英訳）は変化しない。
第5話でテレトランサウザンドのコーナーがなかった理由について、主役の3体は施設の予約が取れなかったからだと発言している。
当初より、ネット配信版では、本編終了後に比較的長い時間の空白が設けられており、12話ではその時間が使用されている。
第12話は当初からプロットが決まっており、製作委員会名はその伏線であった。スタッフなどへは反応を見る意味もあって話していたが反応は薄く、実際に肯定的な意見が出たのは9話収録終了後、脚本完成時である。最終話での本編アドリブ部分のセリフの採用などは収録当日に差し込まれ、修正された部分である。地上波放送版とネット配信では異なる結末と認識できる構成になっており、元からこのように配信されることは決まっていた。本来は、12.22版のみ、空白時間の後に「オチ」にあたる部分が追加されている形になる予定であったが、実際には12.00版の音声が誤って2分長く編集されてしまい、放映時間に収まらないことから本編一部のセリフも併せて削除されこの部分も12.22版との相違点となっている。ネット配信が遅れたのはcortのアイディアであり、石館がそうすることによって、まとめサイトによる話題の伝播や、非正規の配信を見ている人がバツが悪くなって買ってくれるのではないか? など考慮のうえ遅延が決定した。

## 放送局
| 放送地域 | 放送局             | 放送期間                | 放送日時           | 放送系列         | 備考                                     |
| -------- | ------------------ | ----------------------- | ------------------ | ---------------- | ---------------------------------------- |
| 東京都   | TOKYO MX           | 2013年2月5日 - 4月23日  | 火曜 25:30 - 25:45 | 独立局           |                                          |
| 栃木県   | とちぎテレビ       | 2013年2月6日 - 4月24日  | 水曜 24:00 - 24:15 | 独立局           |                                          |
| 日本全域 | ニコニコチャンネル | 2013年2月6日 - 4月24日  | 水曜 24:15 更新    | ネット配信       | ニコニコ公式アニメ 第12話は1日遅れの配信 |
| 日本国内 | NOTTV 1            | 2013年2月12日 - 4月30日 | 火曜 21:30 - 21:45 | モバキャス       | 第13話を配信                             |
| 日本全域 | AT-X               | 2013年9月16日 - 12月2日 | 月曜 23:45 - 24:00 | アニメ専門CS放送 | リピート放送あり                         |

## Blu-ray / DVD
| 巻 | 発売日        | 収録話         | 規格品番   | 規格品番   |
| 巻 | 発売日        | 収録話         | Blu-ray    | DVD        |
| -- | ------------- | -------------- | ---------- | ---------- |
| 1  | 2013年5月29日 | 第1話 - 第4話  | XNTP-10001 | XNTP-10002 |
| 2  | 2013年6月26日 | 第5話 - 第8話  | XNTP-10003 | XNTP-10004 |
| 3  | 2013年7月31日 | 第9話 - 第13話 | XNTP-10005 | XNTP-10006 |

## 居酒屋かいぜる
『居酒屋かいぜる』は、『直球表題ロボットアニメ』の本編ではオープニングとテレトランサウザンドにしか出番のないリベリオン連邦・シン公国のロボットたちによる、楽屋裏的なアニメ。本編とは無関係な非公式作品として、スタッフの一人であるビームマンPによってニコニコ動画にアップロードされていた。内容は、ロボットたちを本編に出演する役者に見立てて、彼らが居酒屋で飲みながら本編での扱いの悪さに愚痴をこぼすというもの。話数を示す「○杯目」は本編の話数である「ダイ◯◯ワ」に対応し、内容もその回のシミュレーション内容に応じたものになっている。
あくまでも非公式の二次創作であったが、反響が高かったことから、DVD・ブルーレイディスクに特典映像として収録された。

### スタッフ（かいぜる）
- 脚本 - 瓜ウリP、愛のしえらたん様、ビームマンP
- 作画監督 - 潮鳴り岸
- 原画 - lobelia
- 美術監督 - ふるけん
- 録音監督 - 瓜ウリP
- 演技指導 - うり
- 撮影 - 愛の何とかたん様
- 総合監督 - 瓜ウリP
- 制作 - こんな事しても委員会

### 主題歌（かいぜる）
エンディングテーマ「Break the war」
作詞・作曲 - 鋼兵 / アレンジ・演奏 - 瓜ウリP

### 各話リスト（かいぜる）
- 居酒屋かいぜる #一杯目（2013年2月27日配信）
- 居酒屋かいぜる #二杯目（2013年3月08日配信）
- 居酒屋かいぜる #三杯目（2013年3月29日配信）
- 居酒屋かいぜる #四杯目（2013年3月31日配信）
- 居酒屋かいぜる #五杯目（2013年4月15日配信）本日休業
- 居酒屋かいぜる #六杯目（2013年4月20日配信）
- 居酒屋かいぜる #七杯目（2013年4月23日配信）
- 居酒屋かいぜる #八杯目（2013年4月30日配信）
- 居酒屋かいぜる #九杯目（2013年5月21日配信）
- 居酒屋かいぜる #十杯目（2013年6月3日配信）実写映像
- 居酒屋かいぜる #十一杯目（2013年6月8日配信）
- 居酒屋かいぜる #十二杯目（2013年8月4日配信）

### 登場キャラクター（かいぜる）
登場キャラクターの声は、十杯目と十一杯目に登場したゲストを除き、すべてSoftalkを使用した合成音声である。
MG-X134 デモンカイゼル
声 - Softalk（男性2 速度75）
居酒屋「かいぜる」の主人。カウンターの内側で寡黙に調理をしている。
F-605D エクスキャリバー
声 - Softalk（ロボット 速度120）
F/A-35854:block60 ラピッドクロウ
声 - Softalk（男性1 速度100）
StG.6A シュツルムゲベ
声 - Softalk（男性2 速度130）
エクスキャリバー、ラピッドクロウ、シュツルムゲベの3体は「かいぜる」の常連客。カウンター席で本編での自分たちの扱いについて愚痴をこぼす。
F/A-635 グン・グニールII
声 - Softalk（機械 速度100）
一体だけカウンターから離れたテーブル席で飲んでいて、カウンターの3体の会話に対してオチとなるセリフをぼそりと一言つぶやく。
GD-05B 厳武改
十二杯目にのみ登場するが、一杯目から3体組に「ゲンブさん」と呼ばれ、テレトランサウザンドの一番の被害者として話題にされている。
三杯目では『かいぜる』の常連3体組が、テレトランサウザンドを借りて普段自分たちがやっていることを主役の3体に体験させており、その時のタイトルは『立場逆転ロボットアニメ』に改変されている。

## 活字放送ロボットラジオ
アニメイトTV内で配信されている、音声のないラジオ番組と題した特集コーナー。レギュラーの3人がラジオ番組の形式で登場する。アニメ最終回でラジオ番組のことも言及された。

### 各話リスト（ラジオ）
| 話数 | サブタイトル | 放送日         |
| ---- | --- | -------------- |
| 1    | 文字だけなのにラジオ!? 『直球表題ロボットアニメ』の番組スタート! 『活字放送ロボットラジオ』 第1回スタート                                              | 2013年 2月15日 |
| 2    | 音声のないラジオ番組『直球表題ロボットアニメ』第2回目! ニカイメ、開始ロボッ☆                                                                           | 2月23日        |
| 3    | 音声のないラジオ番組『活字放送ロボットラジオ』第3回目! 『直球表題ロボットアニメ』……略して『げろしゃぶ』!?                                              | 3月1日         |
| 4    | 音声のないラジオ番組『活字放送ロボットラジオ』第4回目! モリが無限ループPR計画（!?）を発案かッ!                                                         | 3月9日         |
| 5    | 音声のないラジオ番組『活字放送ロボットラジオ』第5回目! カトウ、ジャミングで「無料期間を全て1日延長いたします」のメッセージを受信! これはいったい何っ!? | 3月16日        |
| 6    | 『活字放送ロボットラジオ』第6回目! フジイのシステムと資料館には、何か秘密があるのか? ないのか? どうなのか?                                             | 3月25日        |
| 7    | 『活字放送ロボットラジオ』第7回目! カトウのお腹のノイズは、資料館のシステムからの影響で、互換性がなかったため!（本人談）                               | 4月1日         |
| 8    | 『活字放送ロボットラジオ』第8回目! 「居酒屋」は一応「非公式」コンテンツよ!（カトウ談）                                                                 | 4月8日         |
| 9    | 『活字放送ロボットラジオ』第9回目! 「わんつー」じゃなくて「わんちゅー」!?                                                                              | 4月22日        |
| 10   | 『活字放送ロボットラジオ』第10回目（最終回）! 「脚本家ダケハ替エルナヨ、絶対ダゾ」（モリ）                                                             | 5月7日         |